# عامل خطر
عامل الخطر أو عامل المخاطرة في علم الأوبئة هو متغير يرتبط بزيادة خطر مرض أو عدوى. أحياناً، يستخدم «المحدد» كونه متغير يرتبط بزيادة أو نقصان الخطر.

## الارتباط مقابل السبب
عوامل الخطر أو المحددات هي ارتباطية وليس بالضرورة سببية، لأن «الارتباط لا يثبت العلّية». على سبيل المثال، لا يمكن القول بأن كون الإنسان شاباً سيتسبب بإصابته بالحصبة، لكن صغار السن هم الأكثر عرضة للإصابة بالحصبة بسبب ضعف احتمال تكوّن مناعة لديهم لعدم إصابتهم بأوبئة مسبقاً. تستخدم الوسائل الإحصائية لتقييم قوة الترابط وتقديم الأدلة السببية (على سبيل المثال، الدراسة التي أجراها الأطباء البريطانيون عن العلاقة بين التدخين وسرطان الرئة). تثبت التحاليل الإحصائية التي تجرى في الدراسات البيولوجية أن عوامل الخطر هي سببية. يفضل البعض استخدام مصطلح «عوامل الخطر» للإشارة إلى المحدّدات السببية لزيادة نسبة الإصابة بالمرض والروابط غير المثبتة التي يمكن تسميتها بالمخاطر المحتملة أو الارتباطات.

## مصطلحات وصفية
يمكن وصف عوامل الخطر حسب عدة أمور (أخذت أساساً من مقالة عوامل الخطورة للإصابة بسرطان الثدي)، على سبيل المثال، المخاطرة النسبية، مثلاً «تزيد نسبة الإصابة بسرطان الثدي عند السيدات في سن الستين بمئة مرة عنها في سن العشرين»" "
- جزء من الإصابات التي تحدث في المجموعة تكون عرضة لعامل خطر، مثلاً، تُشَخَّص 99% من حالات سرطان الثدي لدى النساء.
- زيادة معدلات الإصابة في المجموعة، مثلاً تناول الكحول يومياً يزيد من احتمال الإصابة بسرطان الثدي بنسبة 11 حالة لكل 1000 امرأة [3]".
- معدل الخطر  ، كزيادة الإصابة بسرطان الثدي لدى النساء اللاتي يتلقين جرعات من الإستروجين والبروجستين على مدى خمس سنوات ونسبة الخطر تصل إلى 1.24 مقارنة بالعوامل الضابطة.[4]

## مثال
يوضّح المثالُ التالي عوامل الخطر من حيث الخطر النسبي الذي يتضمنه، وقد قُيِّمَ بمقارنة نسبة الخطر عند أولئك الذين يتعرضون لعامل الخطر محتمل مع أولئك الذين لم يتعرضوا له. لنفرض أنه في حفل ما، تناول 74 شخص الدجاج، أصيب 22 شخص منهم بتسمم غذائي، في حين أن 35 شخص تناولوا وجبة تحتوي السمك والخضراوات، أصيب منهم شخصان فقط بالتسمم. هل كان الدجاج سبب إصابة الأشخاص بالتسمم؟
لذا فإن نسبة الخطر لدى الذين تناولوا الدجاج= 22\74 = 0.297
ونسبة الخطر لدى الذين لم يتناولوا الدجاج= 2\35 = 0.057.
نسبة الخطر لدى الأشخاص الذين تناولوا الدجاج أعلى بخمس مرات منها عند أولئك الذين لم يتناولوا الدجاج، أي أن المخاطرة النسبية أكثر من 0.5 وبالنتيجة فإن تناول الدجاج كان سبب التسمم، لكن ذلك ليس برهاناً.

## محددات عامة
عادة ما تعتمد احتمالية حدوث نتيجة معينة على تفاعلها مع متغيرات مرتبطة عديدة. عند إعداد الدراسات الوبائية لتقييم أحد المحددات أو أكثر لتحقيق نتيجة معينة، تلعب المحددات الأخرى كعوامل مربكة ويجب السيطرة عليها. تختلف المحددات المربكة المحتملة حسب النتيجة التي تُدْرَس. لكن العوامل المربكة العامة التالية مشتركة بين معظم المجموعات الوبائية وهي المحددات المسيطر عليها أكثر ما يكون في الدراسات الوبائية:
- العمر
- الجنس أو الجندر
- الانتماء العرقي

من العوامل المربكة الأخرى الأقل ضبطاً:
- الحالة الاجتماعية \ الدخل
- الموقع الجغرافي
- الاستعداد الوراثي
- الهوية الجندرية
- الوظيفة
- التوجه الجنسي
- مستوى التوتر المزمن
- حمية غذائية
- مستوى ممارسة تمارين رياضية
- تناول الكحول والتدخين
- عوامل اجتماعية أخرى تؤثر على الصحة

## علامة خطر
«علامة الخطر» هو متغير يرتبط كمياً بمرض، لكن البديل المباشر لعلامة الخطر لا يغيّر بالضرورة من خطر المرض.

## تاريخياً
كان أول من صاغ مصطلح «عامل خطر» الدكتور وليام ب. كانيل المدير السابق لمركز فرامينغهام لدراسات القلب عام 1961، في مقالة نشرها في دورية عن الطب الباطني.